# Batory (Schiff)
Die Batory war ein 1936 in Dienst gestelltes Transatlantik-Passagierschiff der polnischen Reederei Gdynia-Ameryka Linie, das für den Passagierverkehr von Gdynia nach New York gebaut worden war. Im Zweiten Weltkrieg diente das Schiff als alliierter Truppentransporter. Nach dem Krieg wurde die Batory noch über 20 Jahre auf verschiedenen Routen eingesetzt, insbesondere auf der Transatlantikroute, außerdem in den Mittleren Osten. Im Dezember 1968 absolvierte sie ihre letzte Fahrt. Anschließend wurde sie als Hotelschiff in Gdynia genutzt, bis sie 1971 in Hongkong verschrottet wurde.

## Indienststellung

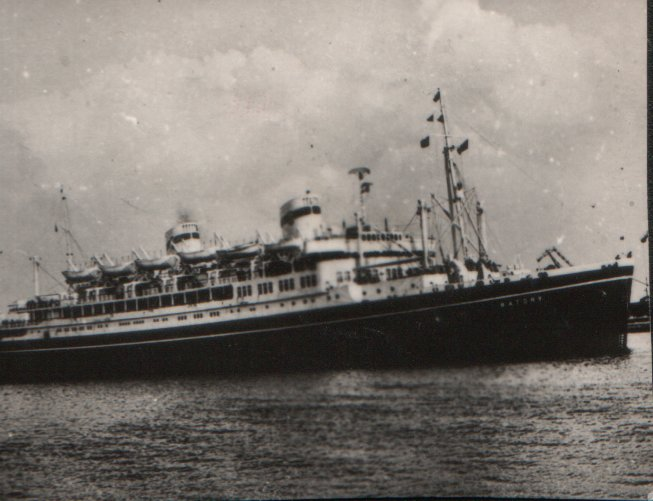
Die Batory vor dem Zweiten Weltkrieg

Das 14.287 Bruttoregistertonnen (BRT) große Motorschiff Batory wurde am 29. November 1933 bestellt und am 1. Mai 1934 auf der Schiffswerft Cantieri Riuniti dell' Adriatico in Monfalcone bei Triest auf Kiel gelegt. Der Stapellauf des 160,2 Meter langen und 21,6 Meter breiten Schiffs fand am 3. Juli 1935 statt. Am 23. April 1936 wurde die Batory fertiggestellt. Sie wurde von zwei neunzylindrigen Dieselmotoren von Burmeister & Wain angetrieben, die 12.680 PS leisteten und das Schiff auf bis zu 18 Knoten beschleunigen konnten. Es konnten 796 Passagiere an Bord genommen werden, davon 46 in der Ersten, 370 in der Zweiten und 400 in der Dritten Klasse. Dazu kamen 350 Besatzungsmitglieder.
Das Passagierschiff, das nach Stefan Batory, einem polnischen König aus dem 16. Jahrhundert, benannt wurde, war das Schwesterschiff der Piłsudski (14.294 BRT), die bei der gleichen Werft gebaut und bereits 1935 in Dienst gestellt wurde. Die beiden Schiffe wurden für die Reederei Gdynia America Shipping Lines, Ltd. (Gdynia America Line) gebaut, die 1930 von der polnischen Regierung gegründet wurde, um einen regelmäßigen Passagier- und Frachtservice von Gdynia über Kopenhagen nach Halifax und New York zu gewährleisten. Sie waren die bis dahin größten Schiffe der Gdynia America Line und zählten zu den ersten Motorschiffen, die über einen Indoor-Swimmingpool verfügten. An der luxuriösen Ausstattung hatten viele namhafte polnische Künstler mitgewirkt.
Am 17. Mai 1936 lief die Batory in Gdynia zu ihrer Jungfernfahrt nach New York aus. Wie auch ihr Schwesterschiff erwies sie sich als verlässliches und sehr populäres Schiff. Bis 1939 beförderte sie über 30.000 Passagiere. Auf einer Fahrt nach New York im Juni 1937 erlitt die Batory einen Feuerschaden im Maschinenraum, so dass sie in New York instand gesetzt werden musste. Dadurch verzögerte sich die Rückfahrt nach Gdynia um einen Monat.

## Zweiter Weltkrieg
Als am 1. September 1939 der Zweite Weltkrieg ausbrach, befand sich die Batory mitten auf dem Nordatlantik. Nach der Ankunft in New York am 5. September wurde sie der britischen Regierung übergeben, die sie als Truppentransporter verwendete. Ende Dezember 1939 fuhr sie von Halifax nach Großbritannien und am 10. Januar 1940 lief sie vom Clyde nach Sues aus. Die kommenden Wochen verbrachte die Batory mit Truppenfahrten im Mittelmeer, bis sie am 22. Februar 1940 wieder in Liverpool eintraf. Im April und Mai 1940 brachte das Schiff alliierte Truppen nach Harstad (Norwegen). Zwischen dem 13. und 27. Juni 1940 lief sie mehrere südfranzösische Häfen an, um Truppen vor den herannahenden Deutschen zu retten. Sie stand unter anderem den von General Jean de Lattre de Tassigny befehligten Truppen zur Verfügung.
Am 4. Juli 1940 lief die Batory in Greenock unter schwerer Bewachung durch britische Geleitfahrzeuge nach Halifax aus. Auf dieser Fahrt transportierte sie zahlreiche unersetzbare polnische Kunstgegenstände, die aus dem Krakauer Wawel gerettet worden waren sowie Goldbarren der Bank of England im Wert von 40 Millionen Pfund Sterling, die in der Bank von Kanada hinterlegt werden sollten. Weitere Einsatzfahrten führten die Batory im Verlauf des Krieges unter anderem nach Neuseeland, Australien, Indien, Gibraltar, Algerien, Malta, Ägypten und Island. Während ihrer Dienstzeit überstand die Batory mehrere Angriffe von Schiffen und Flugzeugen und erhielt daher den Beinamen The lucky ship („das glückliche Schiff“). Ihr Schwesterschiff, die Piłsudski, hatte weniger Glück; sie fiel bereits 1939 deutschen Seeminen zum Opfer.
Nach Kriegsende wurde das Schiff nicht umgehend aus dem Kriegsdienst entlassen. Erst am 28. Dezember 1945 kehrte die Batory nach erneutem längeren Einsatz im Mittelmeer an den Clyde zurück. Nach einer umfassenden Überholung in Antwerpen 1947, die sich durch einen Brand an Bord in die Länge zog, kehrte die Batory auf die Nordatlantikroute von Gdynia über Kopenhagen und Southampton nach New York zurück.

## Neue Routen nach dem Krieg

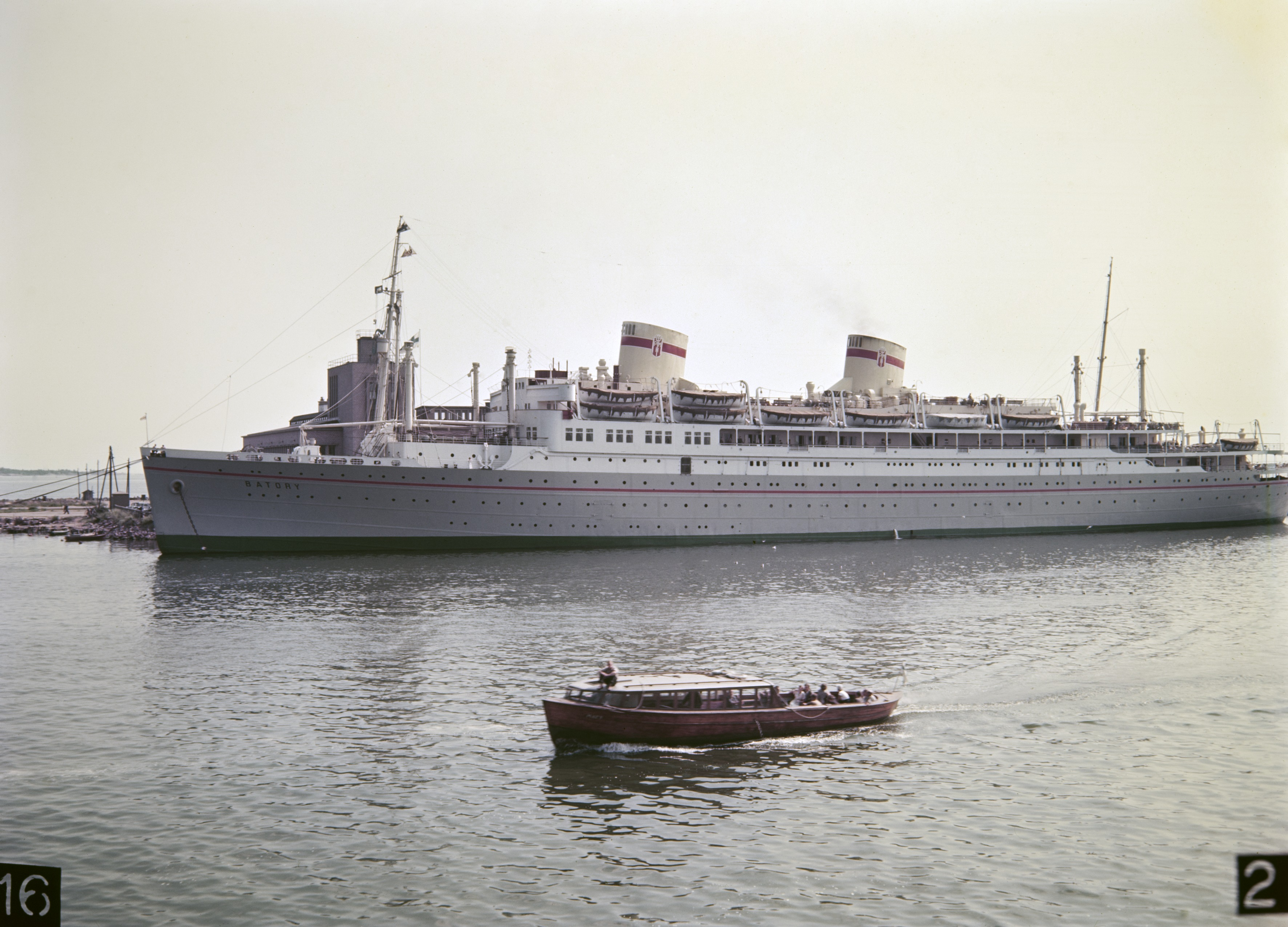
Das Schiff 1952 in Helsinki

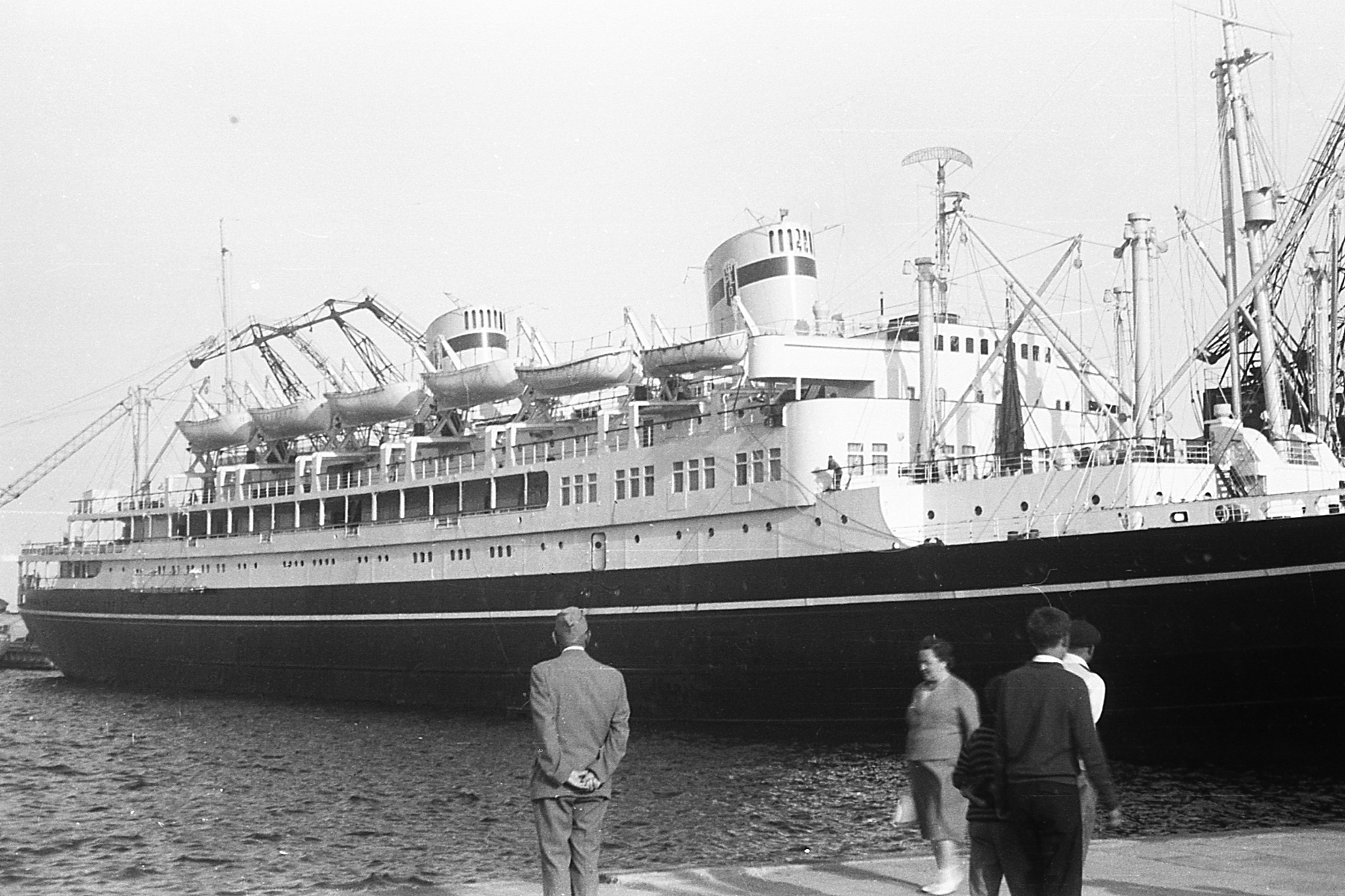
Die Batory im Hafen von Gdynia, ca. 1962

Im Kalten Krieg kam es im New Yorker Hafen zwischen Mai 1949 und Januar 1951 wiederholt zu politisch motivierten Vorfällen, bei denen sich Hafenarbeiter weigerten, das aus einem kommunistischen Land stammende Schiff zu entladen oder zu warten. Dies führte dazu, dass sich die Port Authority of New York and New Jersey im März 1951 weigerte, das Schiff weiterhin einlaufen zu lassen.
Die Batory musste daher auf eine andere Route verlegt werden und schied aus dem Nordatlantikdienst aus. Ab August 1951 fuhr das Schiff, das unterdessen in den Besitz der neugegründeten Reederei Polskie Linie Oceaniczne übergegangen war, von Gdynia über Southampton nach Bombay und Karatschi via Gibraltar, Malta, Aden und Sues. Durch die Sueskrise 1956 wurde diesem Liniendienst nach fünf Jahren ein Ende gesetzt.

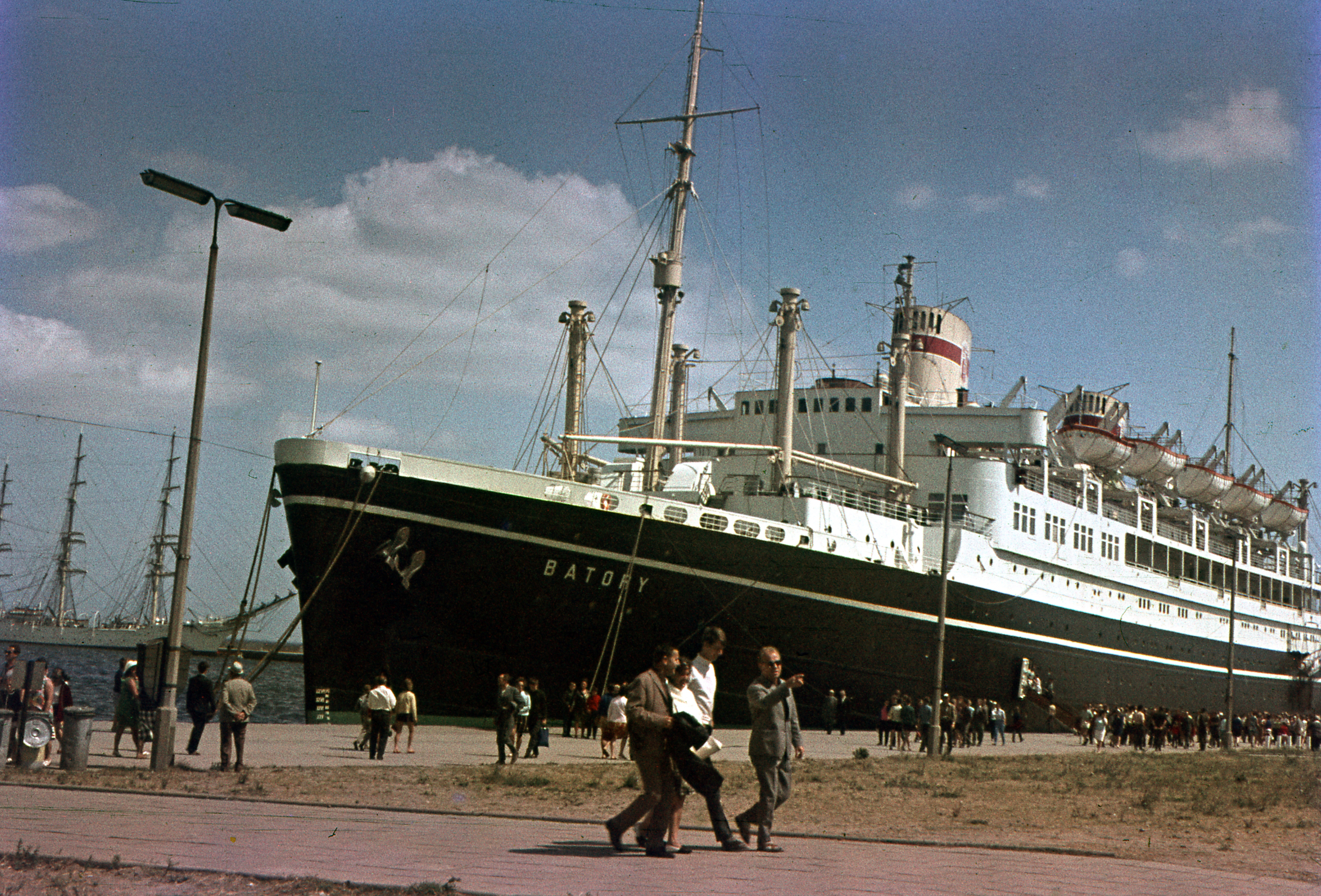
Die Batory im Jahr 1965

Nach einer Neuausstattung in Bremerhaven 1957, bei der die Passagierkapazität auf 76 Reisende in der Ersten Klasse und 740 in der Touristenklasse geändert wurde, kehrte die Batory auf den Nordatlantik zurück. Von nun an steuerte sie aber statt New York kanadische Häfen an. In den Sommermonaten waren Quebec und Montreal die Zielhäfen, während im Winter wegen der Vereisung der nördlichen Seewege das südlicher gelegene Halifax angelaufen wurde.
Da in den 1960er Jahren die Zahl der Schiffsreisenden auf dem Atlantik aufgrund des massentauglich gewordenen Flugverkehrs merklich zurückging, wurde die inzwischen über 30 Jahre alte Batory im Dezember 1968 aus dem Verkehr gezogen. Am 20. Februar 1969 wurde in Tilbury eine Abschiedszeremonie veranstaltet, an der auch einige Menschen teilnahmen, die als Kinder während des Kriegs an Bord der Batory nach Australien evakuiert worden waren. Nach der Außerdienststellung diente das Schiff noch zwei Jahre als schwimmendes Restaurant und Hotel in Gdynia, bis es 1971 für 570.000 US-Dollar zum Abbruch nach Hongkong verkauft wurde.
Trotz des Rückgangs des Passagiergeschäfts erhielt die Batory 1969 eine Nachfolgerin auf der Nordatlantikroute, die etwa gleich große Stefan Batory.